# Munidopsis yaquinensis
Munidopsis yaquinensis är en kräftdjursart som beskrevs av Ambler 1980. Munidopsis yaquinensis ingår i släktet Munidopsis och familjen trollhumrar. Inga underarter finns listade i Catalogue of Life.